# José del Perojo
José del Perojo y Figueras (Santiago de Cuba, 19 de enero de 1850-Madrid, 17 de octubre de 1908) fue un filósofo, periodista, escritor y político español, oriundo de Cuba e introductor del neokantismo en España.

## Biografía
Nacido en Cuba, estudió y se doctoró en la Universidad de Heidelberg y marchó a establecerse a Madrid, donde con sus propios medios fundó una editorial destinada a difundir la filosofía del positivismo; tradujo y editó algunas de las obras de Charles Darwin y fundó en 1875 la Revista Contemporánea, sosteniendo agrias polémicas con los neocatólicos, entre ellos Marcelino Menéndez Pelayo, hasta que la vendió en 1879 al político conservador José de Cárdenas. En ese mismo año de 1879 entró en política con su candidatura por el Partido Liberal Cubano, debida a su amistad con Rafael Montoro.

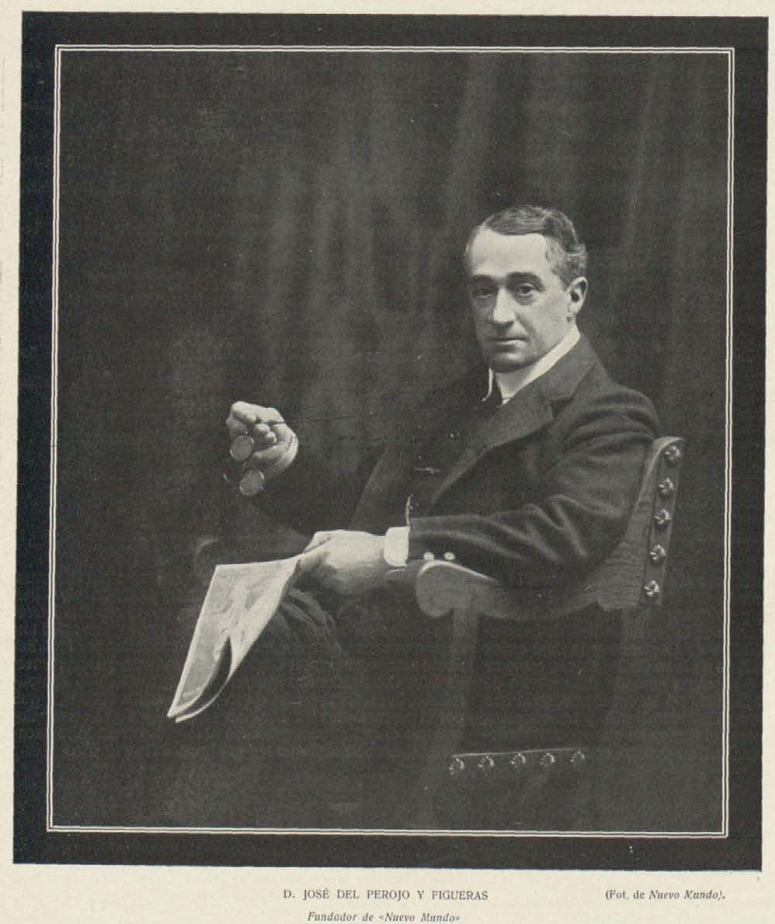
Retratado en Nuevo Mundo

Sustituyó en 1886 como diputado por Caldas de Reyes a Pedro Mateo-Sagasta Díaz Antoniana, ocupando el escaño hasta 1889.
Fue el introductor del neokantismo en España y se definió como un «liberal reformista» que creía que las mejoras son posibles porque los males que afectan al país son relativos y en absoluto inherentes a una pretendida «esencia» del pueblo español, porque si existiera no tendría sentido luchar contra ella por definición. 
Entre 1893 y 1894 ocupó escaño de diputado por La Habana, en el que había sustituido a Julio José Azpeteguía. En las elecciones de 1898 fue elegido por Santiago de Cuba.
Decepcionado por el desastre del 98 y convencido de que su labor de advertencia no había servido para nada, se retiró temporalmente de la actividad parlamentaria en el periodismo y fundó y dirigió tres revistas con éxito: Nuevo Mundo, Por esos Mundos y El Teatro. Entre 1905 y 1908 representaría, elegido en los sendos comicios de 1905 y 1907 al distrito canario de Las Palmas en el Congreso de los Diputados. Denunció en un discurso la tiranía comercial ejercida por EE. UU en Cuba. Escribió artículos en El Progreso, El Imparcial, El Liberal, La Ilustración Española y Americana, Revista de España, Gaceta Universal, La Opinión y, sobre todo, en Nuevo Mundo y la Revista Contemporánea; entre sus libros destacan Ensayos sobre el movimiento intelectual en Alemania (1875), Teoría de los partidos políticos (1875; 2.ª ed. 1884), Cuestiones coloniales (1883), Ensayos de política colonial (1885) y Ensayos sobre Educación (1907).
Tuvo dos parejas: Elvira Camps de Rochas, con quien se había casado en fecha indeterminada y tenido dos hijas (Gertrudis y María Regina); y Ana María de la Cortina y Fuentes hija de un tabaquero colonial a quien conoció cuando fue nombrado gobernador en Manila en Filipinas, con quien tendría dos hijos, José y Benito Perojo, que será uno de los pioneros del cine en España. Guardó relación y compartió inquietudes con los Maeztu, tanto con Manuel de Maeztu Rodríguez —correligionarios ambos en el  círculo anglófilo cubano— como con los hijos de este, los entonces jóvenes María y Ramiro.
Falleció en su escaño del Congreso el 17 de octubre de 1908.Otro de los hermanos Maeztu, Miguel, se casará con la viuda de Perojo en 1913.

## Obra
- 1875 Ensayos sobre el movimiento intelectual en Alemania, Medina y Navarro, Madrid 1875.
- 1883 Traducción de Inmanuel Kant, Crítica de la razón pura: texto de las dos ediciones. Precedida de la Vida de Kant y de la Historia de los orígenes de la filosofía crítica, de Kuno Fischer, por don José del Perojo, Colección de Filósofos Modernos, Gaspar, Madrid 1883. Traducción de José del Perojo.
- José Rovira Armengol: Historia del Pensamiento 34, Orbis, Barcelona 1985, 2 vols.; Folio, Barcelona 2002, 2 vols.
- 1883 Cuestiones coloniales, Librería de Fernando Fe, Madrid 1883, 48 págs.
- 1883 La colonisation espagnole (Conferencia el 10 de septiembre de 1883 en la Exposition Internacional d'Amsterdam, V Section), Scröder Frères, Ámsterdam 1883, 35 págs.
- 1885 Ensayos de política colonial, Miguel Ginesta, Madrid 1885, XVI+384 págs.
- 1887 La cuestión de Cuba: discursos parlamentarios, Hijos de J. A. García, Madrid 1887, 18 págs.
- 1892 Comercio de España con las Repúblicas hispano-americanas: lo que es, lo que debería ser (Ponencia en la sesión cuarta del Congreso Geográfico Hispano-portugués-americano), Librería gutenberg, Madrid 1892, 38 págs.
- 1907 Ensayos sobre educación, Imprenta de Nuevo Mundo, Madrid 1907, IV+312 págs. 2.ª edición, corr. y aum., Imprenta de Nuevo Mundo, Madrid 1908, 352 págs.
- 1908 La educación española: discursos pronunciados en el Congreso de los Diputados los días 8 y 19 de diciembre de 1907 y la Pedagogía y la política, Imprenta de Nuevo Mundo, Madrid 1908, 61 págs.
- 2003 Artículos filosóficos y políticos de José del Perojo, edición de María Dolores Díaz Regadera, Universidad Autónoma de Madrid, Madrid 2003, 294 págs.